# Виноградська сільська рада (Городенківський район)
| Виноградська сільська рада — орган місцевого самоврядування у Городенківському районі Івано-Франківської області з адміністративним центром у с. Виноград. Водоймища на території, підпорядкованій даній раді: річка Чорнява. Сільській раді підпорядковані населені пункти: - с. Виноград — населення 1 093 ос.; площа 13,163 км²; засн. в 1725 році. - с. Хвалибога — населення 332 ос.; площа 7,477 км²; засн. в середині XVIII ст. (до 1993 р. Руднівка). |

## Склад ради
Рада складається з 18 депутатів та голови.

### Керівний склад ради
| ПІБ                       | Основні відомості                                                                  | Дата обрання | Дата звільнення |
| ------------------------- | ---------------------------------------------------------------------------------- | ------------ | --------------- |
| Гоблик Михайло Михайлович | Сільський голова, 1949 року народження, освіта, член Соціалістичної партії України | 26.03.2006   | 31.10.2010      |
| Гоблик Михайло Михайлович | Сільський голова, 1949 року народження, освіта вища, безпартійний                  | 31.10.2010   |                 |

Примітка: таблиця складена за даними джерела